# Thoatherium
Thoatherium war ein kleines Huftier, das im Miozän, vor etwa 20 Millionen Jahren in Südamerika vorkam. Es ähnelte äußerlich einem kleinen Pferd, ist aber nicht mit den Pferden (Equus) verwandt, sondern gehört zu den Litopterna, einer Gruppe der Südamerikanischen Huftiere (Meridiungulata). Ihre Pferdeähnlichkeit ist ein Fall von konvergenter Evolution.
Wie die heutigen Pferde war Thoatherium einhufig und glich ihnen auch in der Morphologie des Schädels, der Beine und des Körpers. Der Grad der Reduktion der Seitenzehen ging noch über die Verhältnisse bei Pferden hinaus. Im Unterschied zu modernen Pferden behielten sie jedoch die niedrigkronigen, einfach gebauten Zähne bei. Die Zähne waren jedoch lophodont und eher zum Laubfressen als zum Grasen geeignet. Das bei Pferden deutlich ausgeprägte Diastema (Lücke) zwischen vorderen Zähnen und Backenzähnen ist bei Thoatherium nur kurz. Es starb aus, lange bevor echte Pferde Südamerika erreichten.

## Weblinks

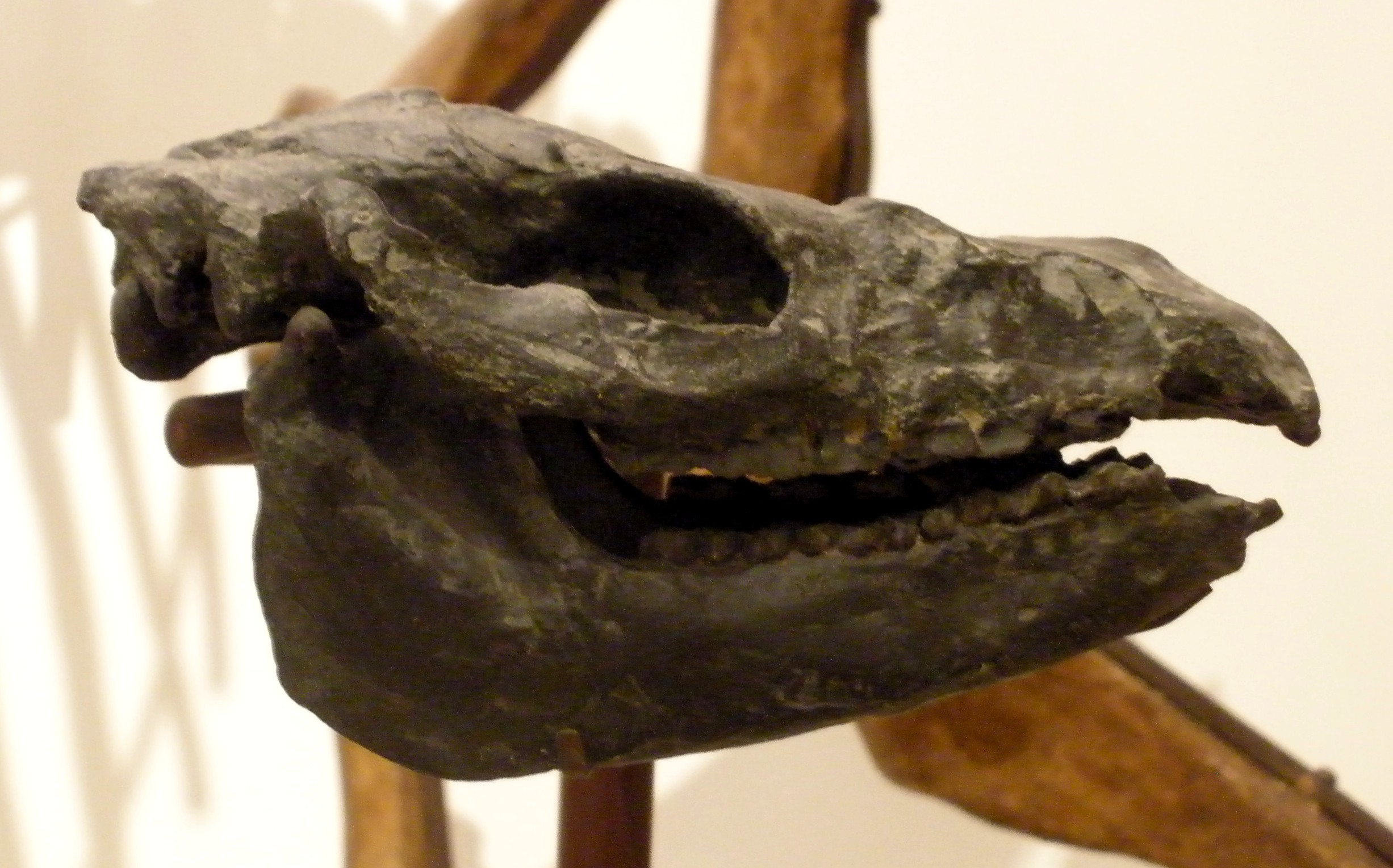
Schädel